# Ran Laurie
William George Ranald Mundell Laurie, besser bekannt als Ran Laurie (* 4. Juni 1915 in Grantchester, Cambridgeshire; † 19. September 1998 in Hethersett, Norfolk), war ein britischer Ruderer. Er war mit dem Zweier ohne Steuermann erfolgreich und wurde 1948 Olympiasieger in dieser Disziplin. Er war der Vater des Schauspielers Hugh Laurie.

## Biografie
Ran Laurie wurde in der Grafschaft Cambridgeshire geboren. Er begann mit dem Rudern, als er das Internat Monkton Combe School bei Bath besuchte, und trat dem renommierten Ruderverein Leander Club in Henley-on-Thames bei. Ab 1933 studierte er Medizin am Selwyn College der University of Cambridge. Er nahm an drei Boat Races gegen die University of Oxford teil und war jedes Mal erfolgreich. Zur Mannschaft gehörte jeweils auch John Wilson, sein Ruderpartner in späteren Jahren. Bei den Olympischen Sommerspielen 1936 in Berlin ruderte Laurie im britischen Achter, das den vierten Platz belegte. 1938 siegte er zusammen mit Wilson bei der Henley Royal Regatta im Zweier ohne Steuermann.
Der Zweite Weltkrieg unterbrach Lauries sportliche Karriere. Während zehn Jahren war er für den Sudan Political Service tätig, der Verwaltung der Kolonie Sudan. 1948 gewann er mit Wilson zum zweiten Mal die Henley Royal Regatta, einen Monat später gewann er anlässlich der Olympischen Sommerspiele 1948 auf der gleichen Regattastrecke die Goldmedaille.
1951 wurde Laurie zum Steward der Henley Royal Regatta gewählt und war somit für deren Organisation mitverantwortlich. Ab 1954 praktizierte er während über 30 Jahren als Hausarzt in Oxford. Von 1959 bis 1969 stand er dem Komitee des Duke of Edinburgh Award vor, von 1986 bis 1989 präsidierte er die britische Niederlassung des Kinderhilfswerks Save the Children.
Laurie war ab 1944 mit Patricia Laidlaw verheiratet, bis zu deren Tod im Jahr 1989. Sie hatten zwei Töchter und zwei Söhne; das jüngste Kind ist der Schauspieler Hugh Laurie, der in seinen Jugendjahren ebenfalls als Ruderer erfolgreich war. 1990 heiratete Laurie Mary Arbuthnott, 1998 starb er im Alter von 83 Jahren.